# Euphyia atramentaria
Euphyia atramentaria là một loài bướm đêm trong họ Geometridae.